# بي إن سبورتس أستراليا
بي إن سبورتس أستراليا (بالإنجليزية: beIN Sports Australia)‏ هي إحدى قنوات بي إن الرياضية لمنطقة أستراليا والدول المجاورة لها، انطلقت القناة سنة 2007 ففي عام 2014 المنصرم عقدت مجموعة بي إن الإعلامية اتفاقا لشراء قناة Setanta Spots الأسترالية وتم تغيير اسمها إلى بي إن سبورت أستراليا في 24 نوفمبر من نفس السنة بعد أن صادق عليه مجلس مراجعة الاستثمارات الأجنبية الأسترالية وهي تبث المباريات المهمة من الدوري الإنجليزي وأيضا دوري أبطال أوروبا والدوري الأوروبي ودرع الاتحاد الإنجليزي لكرة القدم وكأس رابطة الأندية الإنجليزية المحترفة ودوري البطولة الإنجليزية والدوري الألماني لكرة القدم والدوري الإسباني لكرة القدم والدوري الإيطالي لكرة القدم والدوري الأمريكي لكرة القدم وكذلك اتحاد الرغبي كبطولة الأمم الستة بعد حصولها على حقوق بثها.والعديد من الزبائن أثارت سؤالا عن عالية الوضوح في بي إن سبورت على باقة فوكس تيل من خلال قنوات الإعلام الاجتماعية المناسبة، لكن الشركة كانت تتجاهل الأمر وقد أجابت بقولها: «إننا سوف نقوم ببعض التحسينات لبرمجتنا الحالية مع تعزيزات إلى الخدمة ستخرج خلال الأشهر المقبلة، استمروا بالمشاهدة هذا الفضاء عن تحديثات». وعلى عكس بعض الأسواق الخارجية، بي إن سبورت في أستراليا ما زالت تبث في درجة منخفضة التعريف التقليدي، الذي يمكن أن تظهر غير واضحة.

## المباريات المنقولة

### كرة القدم
- الدوري الإنجليزي
- الدوري الإنجليزي الدرجة الأولى
- الدوري الإنجليزي الدرجة الثانية
- دوري أبطال أوروبا
- الدوري الأوروبي
- درع الاتحاد الإنجليزي لكرة القدم
- كأس رابطة الأندية الإنجليزية المحترفة
- دوري البطولة الإنجليزية
- الدوري الألماني لكرة القدم
- الدوري الإسباني لكرة القدم
- الدوري الإيطالي لكرة القدم
- الدوري الإيطالي الدرجة الثانية
- الدوري الأمريكي لكرة القدم
- الدوري الفرنسي الدرجة الأولى
- تصفيات كأس العالم لكرة القدم 2018 (كونميبول)
- مبارايات ودية
- منتخب إنجلترا لكرة القدم
- منتخب إنجلترا تحت 21 سنة لكرة القدم
- كأس السوبر الأوروبي
- دوري الدرجة الأولى الأرجنتيني
- كأس البرازيل لكرة القدم
- الدوري الأسترالي

### اتحاد الرغبي
- كأس التحدي الأوروبي
- منتخب الأرجنتين الوطني لاتحاد الرجبي
- منتخب أستراليا الوطني لاتحاد الرجبي
- أول بلاكس
- بطولة الأمم الستة

## البث
بي إن سبورت أستراليا متاحة على الباقات الرئيسية المدفوعة سواء في المنازل والمنشآت في أستراليا (من أجل رسوم إضافية) ك فوكس تيل وفيتش تي في. كما أن بي إن سبورت متاحة على شبكة الإنترنت بواسطة أجهزة أندرويد وأي أو إس عن طريق اشتراك بي إن سبورت كونكت وهي متاحة تجاريا إلى النوادي الليلية والأعمال التجارية.
في 31 مارس 2016 أعلن أن بي إن سبورت ستكون متاحة بوصفها جزءا ً من حزمة الرياضة فوكس تيل بدون تكلفة إضافية من 15 مايو 2016، وتتألف من 3 قنوات تلفزيونية بدقة عالية.

## وصلات خارجية
- الموقع الرسمي
- بي إن سبورت كونكت